# دريجة غربية
دريجة غربية (الاسم العلمي: Calidris mauri) (بالإنجليزية: Western Sandpiper)‏ هو نوع من الطيور يتبع جنس الدريجة من فصيلة دجاج الارض.